# Erfurter Waage

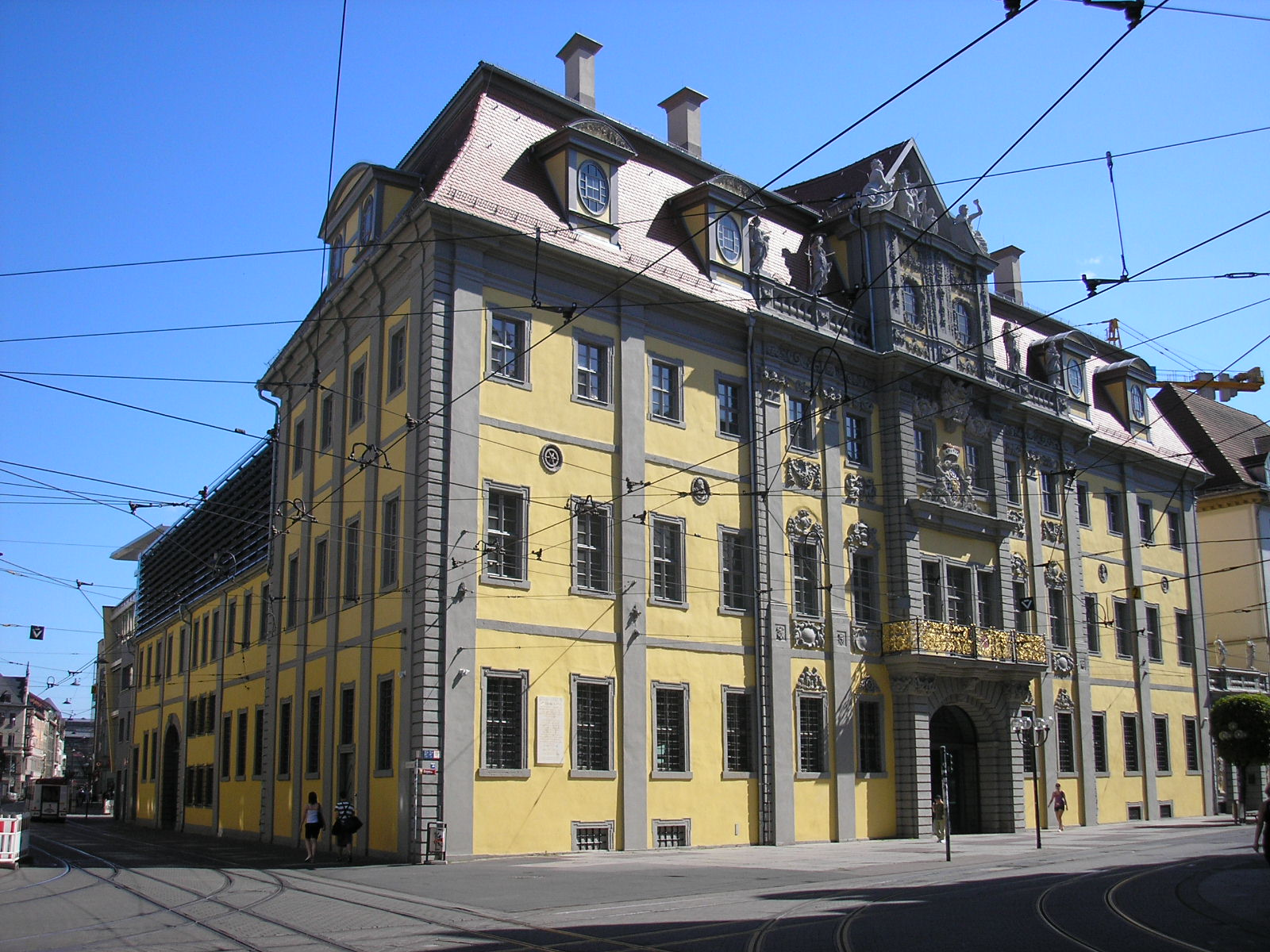
Der kurmainzische Packhof

Die Erfurter Waage ist ein kurmainzischer Waage- und Packhof im früheren unter kurmainzischer Statthalterschaft stehenden Erfurter Staat, der heutigen Thüringer Landeshauptstadt Erfurt.
Das Gebäude, welches heutzutage als Angermuseum genutzt wird, befindet sich in der Erfurter Altstadt, an der Kreuzung von Anger und Bahnhofstraße.
Es ist ein unter fränkischem Einfluss stehender Barockbau, welcher mit plastischen Schmuckelementen reich verziert ist. Der Entwurf stammt von Johann Maximilian von Welsch. Der Schutzpatron der Stadt, St. Martin, wacht im Tympanon des Giebeldreiecks über das Wohl und Wehe seiner Schutzbefohlenen.

## Geschichte

### 18. Jahrhundert
Der kurmainzische Statthalter Philipp Wilhelm von Boineburg wollte den Handel und die Wirtschaft in Erfurt wieder beleben, nachdem in den 1680er Jahren über 60 % der Erfurter an der Pest gestorben waren.
Im Jahre 1704 wurde hierfür eine Kommerziendeputation gegründet. Sie vergab Konzessionen und Privilegien an diejenigen Manufakturen, die ein neues Gewerbe gründen wollten.
In der Zeit von 1705 bis 1711 wurde auf dem Anger der kurmainzische Waage- und Packhof gebaut. Mit der Inbetriebnahme wurden die bisherige Waage und die Lagerhäuser in der Waagegasse aufgegeben. Ab 1712 waren alle Waren, die nach Erfurt geliefert wurden, hier auszulagern und zu verzollen.
Boineburg ist es mit dieser Institution gelungen, die Handelstätigkeit in Erfurt Anfang des 18. Jahrhunderts wieder aufblühen zu lassen.

### 19. Jahrhundert
Die Erfurter Stadtverordnetenversammlung bildete 1883 eine „Kommission wegen Aufbewahrung der Nerly'schen Bilder“ und beauftragte sie mit der Suche nach geeigneten Räumen für ein Museum.
Die Suche zog sich bis Sommer 1884 hin, als die Kommission berichten konnte, dass im ehemaligen kurmainzischen Waage- und Packhof, in welchem das damalige Hauptsteueramt residierte, im ersten Geschoss „der nordöstliche, von der Bahnhofstraße zugängige Rest-Theil ... für Zwecke eines städtischen Museums miethweise verwendbar werden [würde]“. Nach einem weiteren Jahr wurde am 1. Juli 1885 der Mietvertrag unterzeichnet und mit den Bauarbeiten für den Umbau des Geschosses begonnen.
Mit der Eröffnung des Museums am 27. Juni 1886 beginnt der langsame Nutzungsübergang von der früheren Erfurter Waage zum Städtischen Museum.